# NoDaLiDa
NoDaLiDa er en nordisk videnskabelig konference inden for datalingvistik og som bliver holdt hvert andet år.
Konferencens engelske titel er "Nordic Conference of Computational Linguistics".
Den første konference blev afholdt i Göteborg i  1977 under titlen "Nordiska Datalingvistikdagar".
Proceedings fra konference er tilgængelig fra ACL Anthology.
Konferencen har været afholdt i de nordiske lande og siden 2007 også i Baltikum.
I 2023 blev konferencen afholdt i Tórshavn.
NoDaLiDa organiseres af Northern European Association for Language Technology (NEALT).
Denne organisation udgiver også Northern European Journal of Language Technology (NEJLT).